# Phytomyza symphyti
Phytomyza symphyti este o specie de muște din genul Phytomyza, familia Agromyzidae, descrisă de Friedrich Georg Hendel în anul 1935.
Este endemică în Germania. Conform Catalogue of Life specia Phytomyza symphyti nu are subspecii cunoscute.